# Victor Ernest
 (juin 2024).
Si vous disposez d'ouvrages ou d'articles de référence ou si vous connaissez des sites web de qualité traitant du thème abordé ici, merci de compléter l'article en donnant les références utiles à sa vérifiabilité et en les liant à la section « Notes et références ».
Victor Ernest né à Bruxelles le 7 mars 1875  et décédé à Cannes le 4 août 1940 est un journaliste et homme politique belge de tendance socialiste.

## Biographie
Originaire de Bruxelles, il se fixe à Jumet dans le pays de Charleroi où il commence une carrière journalistique au Journal de Charleroi.
En 1895, membre des Jeunes gardes socialistes, ses positions antimilitaristes lui valent d'être condamné par la cour d'assises à 16 mois de prison.
Pendant la Première Guerre mondiale, il est chargé d'une mission par le service de renseignements anglais. Arrêté en mai 1915 par les Allemands, il parvient à s'évader aux Pays-Bas, puis il revient à Jumet : il obtiendra la Croix de guerre française avec citations.
Il a une longue carrière de mandataire communal : conseiller communal du Parti ouvrier belge (POB), il est échevin de Charleroi (1912-1920), puis échevin des Finances de Jumet de 1922 à 1938. 
Au niveau national, il est député de l'arrondissement électoral de Charleroi de 1918 à sa mort en 1940. Il combat la flamandisation de l'Université de Gand ainsi que le bilinguisme des sous-officiers et officiers à l'armée et dans l'administration. Il se prononce en faveur d'une Belgique fédérale composée de neuf États provinciaux, seule formule à ses yeux de combiner les intérêts de la Wallonie et l'unité de la Belgique. Il s'est également concentré sur les questions militaires, comme membre de la commission de la Défense nationale.
Il a écrit une Histoire de la Commune de Paris préfacée par Jules Destrée et patronne le premier congrès de la Concentration wallonne en 1930.
Pendant les dernières années de sa vie, il concentre son activité sur le mouvement rationaliste dont il présidait la fédération à Charleroi. Il était membre du Conseil général de la libre-pensée.
Sa santé laissant à désirer, il se rend au début du mois de mai 1940 chez son fils dans la midi de la France. Il y décède à Cannes le 4 août 1940. Son corps est incinéré à Marseille deux jours plus tard.

## Hommage et distinction
On trouve « rue Victor Ernest » à Jumet.
Il a reçu des autorités françaises la distinction suivante :
- Croix de guerre 1914–1918 en 1919 (France).